# スレンドロ
スレンドロ (Slendro) は、ガムランの調律の一種である。

## 概要
単語はシャイレーンドラ朝のシャイレーンドラがなまって、スレンドロになったといわれている。西洋音楽になれた耳には全音+αの音程が五つ存在する音階に聞こえるが、大体220-270セントの幅を持つ五つの音で構成された音組織と見られている。その「幅」に関する技法に統一されたものは全くないようである。
この音階を初めて聴いたクロード・ドビュッシーやコリン・マクフィーは早速自作の中で十二平均律の中から五つ選んだ擬似スレンドロで作曲した。当然のことながら、これは本家のスレンドロの感覚をほとんど感じさせてはくれない。それは「楽器によって調律が違う」といった概念を、西洋音楽は全くと言ってよいほど進化させてくることがなかったためである。西洋音楽史ではその後微分音や積分音程などを用いて音律の解体を目指したものの、楽器間の微細なモワレ現象といった技法は定着できなかったのである。

## 関連文献
- Hewitt, Michael. Musical Scales of the World. The Note Tree. 2013. ISBN 978-0957547001.
- Leeuw, Ton de. Music of the Twentieth Century. 2005. ISBN 90-5356-765-8.